# Алтернативна ТВ
Алтернативна ТВ (скраћено АТВ) медијска је кућа и телевизијска станица са седиштем у Бањој Луци. Покрива територију Републике Српске. Запошљава преко 110 уредника, новинара, репортера, сниматеља, монтажера и осталих радника.
У Босни и Херцеговини АТВ је доступна код свих оператера. У Србији може се пратити преко многих ИПТВ и сателитске платформе Телекома Србија.

## Покривеност
АТВ телевизијски студио покрива 90% територије Републике Српске, укључујући градове Требиње, Мркоњић Град, Фоча, Вишеград, Бања Лука, Приједор, Милићи, Братунац, Сребреница, Рогатица, Пале, Теслић, Добој, Зворник и Вишеград. Сигнал Алтернативне телевизије се простире и у северозападном делу Србије, североисточном делу Хрватске и северном делу Федерације БиХ.

## Телевизијски програм
Највећу пажњу гледаоца из Републике Српске привлаче информативне АТВ емисије: Апостроф, Хероји Игора Пожгаја, Један на један, Досије, Ово је Српска, Шоубиз магазин, итд. Такође се емитују разни страни и домаћи филмови и ТВ серије као што су: Даунтонска опатија, Права жена, Мердокове мистерије, Немањићи — рађање краљевине, итд.

## Историја
Алтернативна телевизија је настала у новембру 1996, а у јуну 1997. године је званично регистрована од стране Министарства информисања Републике Српске. Страни донатори који су омогућили оснивање и развој Алтернативне телевизије су првенствено: Swedish Helsinki Committee, Open Society Institute, Press Now.
АТВ је завршила изградњу властитог објекта 2006. године, а 17. маја 2006. године се званично усељава и почиње емитовање програма из властите АТВ зграде.
Крајем 2017. већински пакет акција Алтернативне телевизије купио је Слободан Станковић, власник предузећа Интеграл инжењеринг.

## Гледаност
АТВ је од самих почетака била међу 4 најгледаније ТВ станице у Републици Српској.
Променом власника 2017. долази и до наглог пада гледаности ове телевизијске станице, првенствено због уређивачке политике информативног програма који је изгубио кредибилитет који је раније имао, али и због слабије понуде забавног програма. Ова телевизија је 2020. годину завршила са досад најнижом гледаношћу, тј. није била ни у првих 7 најгледанијих ТВ канала у Републици Српској.